# Crazy Frog Presents Crazy Hits
Crazy Hits prvi je studijski album švedske grupe Crazy Frog. Objavila ga je diskografska kuća Mach 1 Records GmbH 25. srpnja 2005. godine. Album sadrži 17 pjesama uz pjesmu Axel F koja je najpoznatija u albumu među ostalim pjesmama.

## Popis pjesama
1. Intro – 1 min, 2 s
2. Axel F – 2 min, 54 s
3. Popcorn – 3 min, 12 s
4. Whoomp! (There It Is) – 2 min, 50 s
5. 1001 Nights – 2 min, 55 s
6. We Like To Party – 3 min, 27 s
7. Don't You Want Me – 2 min, 57 s
8. Dirty Frog – 3 min, 35 s
9. Magic Melody – 3 min, 15 s
10. Pump Up The Jam – 3 min, 9 s
11. In The 80's – 3 min, 31 s
12. Pinocchio: Birichinata – 2 min, 58 s
13. Wonderland – 3 min, 30 s
14. Get Ready For This – 3 min, 5 s
15. Dallas (Theme) – 3 min, 15 s
16. I Like To Move It – 3 min, 4 s
17. Crazy Sounds (Acapella) – 3 min, 8 s

## Vanjske poveznice
- Službena web-stranica
- Discogs